# Савченко, Иван Тихонович
Иван Тихонович Савченко (9 марта 1908, с. Новониколаевка, Область Войска Донского — 5 сентября 1999, Москва) — советский организатор органов государственной безопасности, заместитель председателя КГБ при Совете Министров СССР (1954—1959), генерал-лейтенант (1975).

## Биография
Родился в семье крестьянина-середняка. Украинец. Член ВКП(б) с октября 1939 года.
В июне 1923 — июле 1925 года учился в трудовой школе в Таганроге, в июле 1925 — июне 1930 года — в Таганрогском индустриальном техникуме (диплом выдан Металлургическим институтом в г. Каменское в 1930 году), затем заведующий рудным двором, руководитель непрерывного производственного обучения, помощник начальника доменного цеха, старший инженер-методист, заведующий учебной частью курсов мастеров социалистического труда, начальник смены доменного цеха Металлургического завода имени Ф. Э. Дзержинского (Каменка, г. Днепродзержинск Днепропетровской области), с мая 1941 года — секретарь Бюро КП(б) Украины цеха.
С мая 1941 года работал в Комиссии партийного контроля при ЦК ВКП(б): контролер, заместитель уполномоченного КПК при ЦК ВКП(б) по Чкаловской области, с апреля 1943 года ответственный контролер КПК при ЦК ВКП(б), с апреля 1944 года уполномоченный КПК при ЦК ВКП(б) по Молотовской, с мая 1946 года — по Ворошиловградской областям.
С июня 1947 года заместитель начальника Управления кадров при ЦК КП(б) Украины, с декабря 1948 года — заместитель заведующего Отделом планово-финансово-торговых органов ЦК КП(б) Украины, затем работал в аппарате ЦК ВКП(б): инспектор ЦК (декабрь 1950 — март 1951 года), заведующий  сектором отдела партийных, профсоюзных и комсомольских органов ЦК ВКП(б) (20 марта — август 1951 года). Затем направлен на работу в МГБ.
С 1951 года в органах госбезопасности: 
- заместитель министра госбезопасности СССР (26 августа 1951 — 3 июля 1952 года),
- начальник ГУСС при ЦК ВКП(б) — КПСС (28 июня 1952 — 12 марта 1953 года),
- начальник 8-го Управления МВД СССР (12 марта 1953 — 18 марта 1954 года),
- заместитель председателя КГБ при СМ СССР (13 марта 1954 — 6 июля 1959 года),
- председатель КГБ при СМ Молдавской ССР (11 июля 1959 — 14 февраля 1967 года),
- руководитель Представительства КГБ при УГБ Венгрии (14 февраля 1967 — июль 1969 года),
- руководитель Представительства КГБ при МВД Болгарии (июль 1969 — ноябрь 1979 года).

С мая 1980 года в отставке.

## Звания
- Полковник (4 января 1954 года);
- Генерал-майор (31 мая 1954 года);
- Генерал-лейтенант (25 апреля 1975 года)

## Награды
- ордена Ленина (30 октября 1967 г.),
- Орден Октябрьской Революции (13 декабря 1977 г.),
- 2 ордена Трудового Красного Знамени (23 января 1948 г., 28 марта 1958 г.),
- 4 медали.

### Иностранные награды
орден Георгия Димитрова (март 1978 г.).